# 德山一翔
- 徳山一翔

德山 一翔（とくやま かずと、2002年4月11日 - ）は、徳島県海部郡海陽町出身のプロ野球選手。左投左打。東北楽天ゴールデンイーグルス所属。
姓の正しい表記は、旧字体を使用した德山。旧字体の使用できない報道機関などでは、徳山一翔と表記されることもある。

## 経歴

### プロ入り前
徳島県海部郡海陽町出身。小学2年時に海南クラブで野球を始め、海陽中学校時代に軟式野球部に所属。鳴門渦潮高校時代は主に一塁手を守っており、投手としては3番手であった。高校最後の2020年夏の独自大会でも3番手投手というポジションで終えた。高校時代の最高球速は138km/hであった。大学では投手で勝負すると決意し、高校卒業まで四国アイランドリーグplusの徳島インディゴソックスを指導しているトレーニング施設であり、球速向上に定評のある「インディゴコンディショニングハウス」に通った。結果的に、大学入学までに球速を10km/h伸ばし、148km/hとした。
大学は環太平洋大学へと入学し、当時2年の2022年に行われた明治神宮野球大会大学の部1回戦で、国際武道大学に対して先発し、7回まで毎回奪三振の9奪三振で無安打2四球無失点に抑え、ノーヒットノーラン継続中のまま代打を出され降板。8回は蛭子凌太郎、9回は辻祐希斗が無安打無失点に抑え、継投でのノーヒットノーランを達成。本人は「（捕手の）平松（大輝）さんの配球を信じて投げた。」としている。2023年は冬場に右足股関節付近を痛めて全日本大学野球選手権をイニング数制限の救援役として迎え、2回戦白鷗大学戦では6回から登板するも、8回に決勝ソロ本塁打を打たれ降板し、チームは0-1で敗戦。自身は「1球の怖さを知った。四球を意識して、直球が甘いところにいってしまった」と話した。11月の明治神宮野球大会大学の部では、東農大北海道オホーツク戦では、7回を投げ4安打11奪三振1失点でチームの8-1での8回コールド勝ちに貢献。12月には、野球日本代表大学代表候補強化合宿に参加した。2024年春は故障の影響で登板なしに終わる。8月には、社会人・大学野球オープン戦のENEOS野球部戦にて先発し、3回を無失点に抑えるも、自身ではコントロールが良くないし、真っ直ぐを狙われて打たれているので、よくなかった。」と振り返った。9月22日にプロ志望届を提出。10月21日に行われた中国六大学野球秋季リーグ周防公立大学戦では、6球団のスカウトが集まる中先発し、7回3安打無失点の好投。
2024年10月24日に行われたプロ野球ドラフト会議で東北楽天ゴールデンイーグルスからドラフト2位指名された。11月29日、契約金7000万円、年俸1100万円で入団に合意した（金額は推定）。環太平洋大学からのプロ入りは4人目で、大学卒業後直接の入団は初である。背番号は29。担当スカウトは岩見雅紀。

### 楽天時代
2025年はイースタン・リーグで5試合に先発登板して1勝2敗、防御率3.00という成績だった。7月29日、トミー・ジョン手術を受けたことが発表され、全治12ヵ月となり同年中の復帰は絶望的となった。

## 選手としての特徴・人物
速球の最速は153km/h。変化球はカーブ、スライダー、チェンジアップを持っている。
2018年、2019年に大学日本代表コーチを務め、2022年に環太平洋大監督に就任した野村昭彦は、「代表で見た森下（暢仁）や早川（隆久）に匹敵するキレがある」と評価した。早川については、自身も「体重移動を参考にしている」と話し、楽天から指名後には対面を心待ちにしていた。
父がマグロ漁船などの漁師のため、小学校時の将来の夢は漁師であった。大学生になっても好物はカツオのたたきで、趣味は釣りである。

## 詳細情報

### 背番号
- 29（2025年[16] - ）